# Президентські вибори у США 1900
Президентські вибори 1900 року проходили 6 листопада та виявилися переграванням попередніх виборів: кандидат-республіканець, тепер уже як президент, Вільям Мак-Кінлі знову випередив демократа Вільяма Дженнінгса Браяна. Повернення Сполучених Штатів до економічного процвітання та особливо здобута 1898 року перемога в іспано-американській війні значно посилили позиції Мак-Кінлі.

## Вибори

### Кампанія
З процвітаючою економікою республіканці вели передвиборну кампанію під гаслом «Ще чотири роки повних обідніх казанків». Разом з перемогою в Іспано-американській війні, здобутою 1898 року, їх кампанія мала величезну привабливість для виборців. Тедді Рузвельт, який брав участь у війні на Кубі, став національним героєм та популярним республіканським оратором. У своїх промовах він постійно стверджував, що війна була справедливою та звільнила кубинців та філіппінців від іспанської тиранії.
Чотири роки тому нація була в напрузі, оскільки біля самих наших дверей американський острів стогнав у прихованій агонії від деспотизму, гіршого, ніж середньовічний. У нас була своя Вірменія біля порогу. Ситуація на Кубі стала настільки нестерпною, що нам не можна було більше залишатися спокійними, щоб зберегти останній залишок самоповаги… Ми вийняли меча і воювали в найсправедливішій і найблискучішій успішній закордонній війні, яку коли-небудь бачило це покоління.

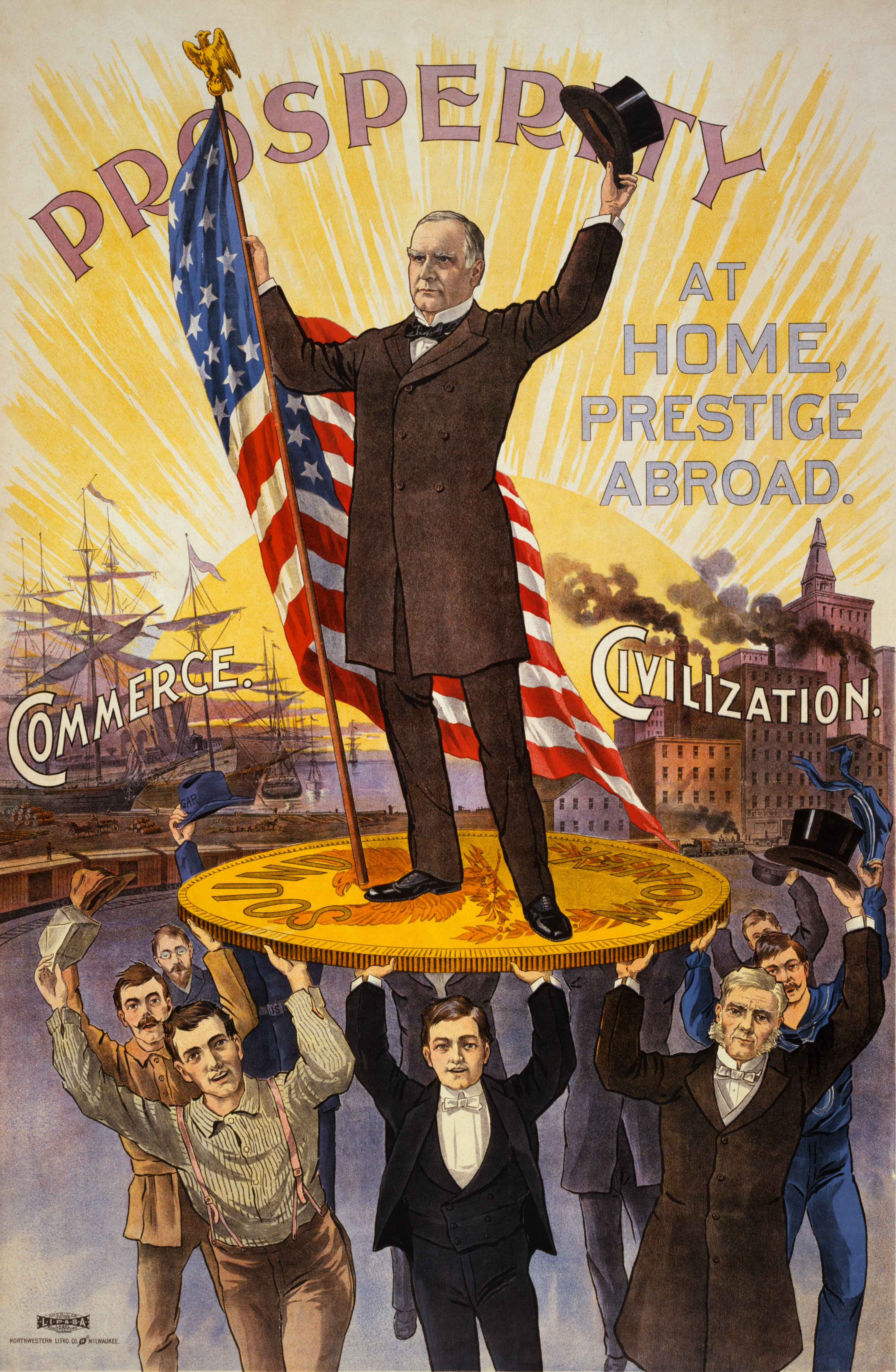
Республіканська кампанія: Мак-Кінлі на золотій монеті (золотий стандарт), підтримуваний солдатом, бізнесменом, фермером, висококваліфікованим спеціалістом, заявляє про відновлення процвітання та перемозі за кордоном.

Кампанія Вільяма Браяна була переважно повторенням попередньої з основним закликом до «вільного срібла». Однак, цього разу вона була менш успішною, оскільки економіка була на підйомі, а виробництво золота істотно збільшилося завдяки Алясці та Південній Африці, що дозволило випускати більше грошей (забезпечених золотом). Крім цього, Браян критикував імперіалізм Мак-Кінлі. Він вважав, що замість звільнення Куби і Філіппін, адміністрація просто змінила жорстоку іспанську диктатуру на американську. Особливо Браян критикував криваве придушення повстання філіппінських партизанів. Ця тема мала успіх у певних колах, наприклад, серед колишніх золотих демократів (т. зв. «Твердовалютних» німців) або анти-імперіалістів (Ендрю Карнегі).
Як і на попередніх виборах Мак-Кінлі виступав з ґанку власного будинку в Кантоні (Огайо) перед привезеними делегаціями виборців. В один із днів він прийняв таким чином 16 делегацій і 30 тисяч осіб. Браян, як і чотири роки тому, мандрував по країні на поїзді і брав участь в сотнях ралі на Середньому заході та Сході країни. Цікаво, що Теодор Рузвельт, кандидат у віцепрезиденти від республіканців, повторював тактику демократів та також багато виступав по країні.

### Результати

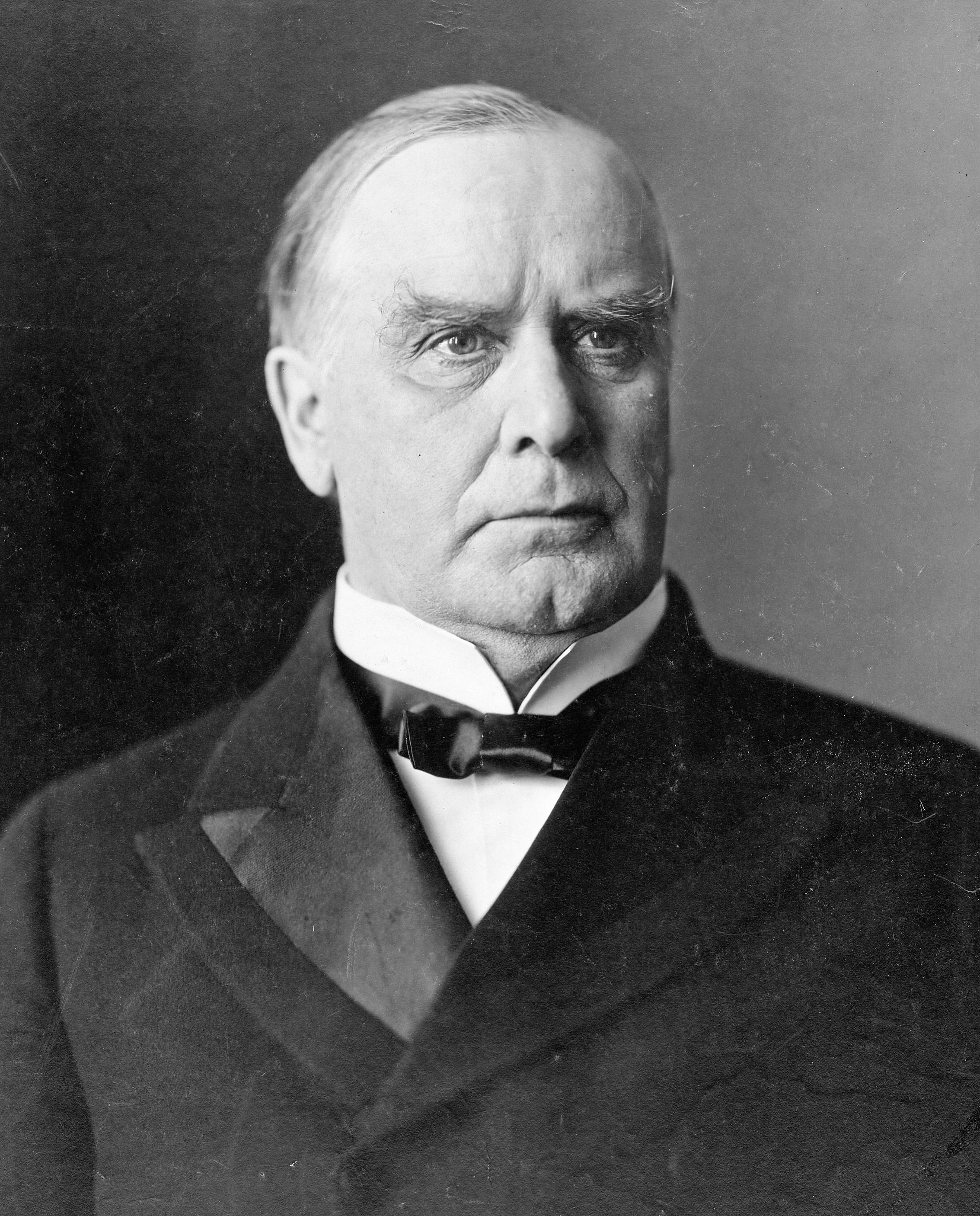
На виборах 1900 року Вільям Мак-Кінлі був переобраний президентом США на другий термін.

| Кандидат               | Партія                       | Виборці    | Виборці | Виборники |
| Кандидат               | Партія                       | Кількість  | %       | Виборники |
| ---------------------- | ---------------------------- | ---------- | ------- | --------- |
| Вільям Мак-Кінлі       | Республіканська партія       | 7 228 864  | 51,6 %  | 292       |
| Вільям Дженнінгс Браян | Демократична партія          | 6 370 932  | 45,5 %  | 155       |
| Джон Гренвілл Уолей    | Prohibition                  | 210 864    | 1,5 %   | 0         |
| Юджин Віктор Дебс      | Соціал-демократична партія   | 87 945     | 0,6 %   | 0         |
| Уортон Бейкер          | Популістська партія          | 50 989     | 0,4 %   | 0         |
| Джозеф Френсіс Мелоні  | Соціалістична трудова партія | 40 943     | 0,3 %   | 0         |
| інші                   |                              | 6 889      | 0,0 %   | 0         |
| Усього                 | Усього                       | 13 997 426 | 100 %   | 447       |